# Francis Didelot
Pour les articles homonymes, voir Didelot.
Roger-Francis Didelot, né le 21 décembre 1902 à Tamatave et mort le 26 juin 1985 à Saint-Cloud, est un écrivain et scénariste français spécialisé dans les romans policiers.

## Biographie
Né à Madagascar, d'une mère descendante d'Edgar Poe et d'un gouverneur des colonies, il passe son enfance aux quatre coins du monde, suivant les affectations de son père : îles des Antilles, Saint-Pierre-et-Miquelon, Guyane, pays africains.
Après quelques années d'études en Droit à Paris, il tente l'expérience du barreau. Il se lasse toutefois de plaider et préfère être voyageur qu'avocat. Il se rend donc à plusieurs reprises en Afrique et en Amérique.
Il amorce sa carrière littéraire par des études historiques, des monographies et se laisse tenter par le théâtre et signe quelques pièces. Il écrira aussi des textes pour la radio, le cinéma et la télévision. Il écrit ou coécrit des dialogues de films, parfois issus de ses romans : Prince de mon cœur, 1934 ; La Fille de la Madelon, 1937 ; Le monde tremblera, 1939. Il adapte son roman Adam est... Ève, publié en 1953, pour un film du même nom réalisé par René Gaveau en 1954. Cependant, son roman le plus célèbre demeure Le Septième Juré, porté à l'écran par Georges Lautner, avec Bernard Blier, en 1962 et pour la télévision en 1963 dans la série Alfred Hitchcock Hour (saison 1, épisode 24, The Star Juror), puis en 2007, par Édouard Niermans, dans Le Septième Juré, avec Jean-Pierre Darroussin.
Dans les années 1930, il aborde le roman policier, un genre auquel il consacre la meilleure part de son inspiration. Pour alimenter plusieurs éditeurs de sa plume prolifique, il crée plusieurs héros récurrents, notamment le commissaire Oreste Bignon de la Brigade criminelle, dont les enquêtes sont presque toutes publiées chez Fayard ; le commissaire Gaston Renard qui apparaît dans plusieurs romans parus au Masque et Samson Clairval, sorte d'Arsène Lupin destiné aux Éditions Gallimard.
À trois reprises, Francis Didelot publie des romans sous le pseudonyme de José Bernard : La Mort dans la forêt (1936), Mort égarée (1942), La Mort écarlate (1947). Il laisse aussi deux romans de science-fiction : La Machine à prédire la mort (1939) et Marée jaune (1954).
Président du syndicat des écrivains pendant une dizaine d'années, il siège ensuite à la Société des gens de lettres et est l'un des artisans de la mise en place de la sécurité sociale pour les écrivains de France.

## Décorations
- Commandeur de l'ordre des Arts et des Lettres, au titre d'« homme de lettres » (1963)[4].

## Œuvre

### Romans

#### SérieOreste Bignon
- La Valse des poisons, Paris, Hachette, coll. « L'Énigme », 1951
- Six Heures d'angoisse, Paris, Fayard, 1955 ; réédition, Paris, Librairie des Champs-Élysées, coll. « Club des Masques » no 99, 1970
- Feu sur le mage !, Paris, Fayard, 1956
- Faux Témoignage, Paris, Fayard, 1957 ; réédition, Paris, Librairie des Champs-Élysées, coll. « Club des Masques » no 194, 1973
- Dernier Matin, Paris, Fayard, 1959 ; réédition, Paris, Librairie des Champs-Élysées, coll. « Club des Masques » no 295, 1977
- Retour et Mat, Paris, Fayard, 1960
- Mandat d'arrêt, Paris, Fayard, 1961 ; réédition, Paris, Librairie des Champs-Élysées, coll. « Club des Masques » no 408, 1980
- La Part d'ombre, Paris, Fayard, 1962
- Bignon et la Vérité, Paris, Fayard, 1963
- Bignon et les Ténèbres, Paris, Fayard, 1964
- Bignon et les Nuits blanches, Paris, Fayard, 1964
- Bignon et le Père Noël, Paris, Fayard, 1964
- S.O.S. Bignon, Paris, Fayard, 1965 ; réédition, Paris, Librairie des Champs-Élysées, coll. « Club des Masques » no 331, 1978
- Dodo et la Belle,  Nouvelle policière inédite, hors commerce, brochure publicitaire des Laboratoires Fraysse, Nanterre, sans date.

#### SérieGaston Renard
- La Rançon, Paris, Librairie des Champs-Élysées, coll. « Le Masque » no 1446, 1976 ; réédition, Paris, Librairie des Champs-Élysées, coll. « Club des Masques » no 444, 1981
- Le Double Hallali, Paris, Librairie des Champs-Élysées, coll. « Le Masque » no 1494, 1977 ; réédition, Paris, Librairie des Champs-Élysées, coll. « Club des Masques » no 488, 1982
- La Paille dans l'acier, Paris, Librairie des Champs-Élysées, coll. « Le Masque » no 1524, 1978
- Le Club des corbeaux, Paris, Librairie des Champs-Élysées, coll. « Le Masque » no 1544, 1978
- L'Araignée de cristal, Paris, Librairie des Champs-Élysées, coll. « Le Masque » no 1564, 1979
- La Loi du talion, Paris, Librairie des Champs-Élysées, coll. « Le Masque » no 1587, 1979 ; réédition, Paris, Librairie des Champs-Élysées, coll. « Club des Masques » no 524, 1984
- Les Ombres du parking, Paris, Librairie des Champs-Élysées, coll. « Le Masque » no 1607, 1980
- Minuit quai de Grenelle, Paris, Librairie des Champs-Élysées, coll. « Le Masque » no 1618, 1980
- Allez savoir…, Paris, Librairie des Champs-Élysées, coll. « Le Masque » no 1678, 1982

#### SérieSamson Clairval
- Samson Clairval, aventurier, Paris, Gallimard, coll. « Le Scarabée d'or » no 9, 1937
- Samson Clairval contre Service secret, Paris, Gallimard, coll. « Le Scarabée d'or » no 13, 1937

#### Autres romans policiers
- Le Drame de Saint-Léger, Paris, Éditions de France, coll. « À ne pas lire la nuit » no 32, 1934
- L'Assassin du député, Paris, Éditions de France, coll. « À ne pas lire la nuit » no 52, 1934
- Au soleil de la brousse, Éditions de France, 1936 ; réédition, Paris, Aillaud, Bastos et Cie, 1946 ; réédition, Paris, Les Deux Sirènes (illustrations de Roger Reboussin), 1947

- Prix Montyon 1947 de l’Académie française
- Fatou peau noire, Paris, Éditions Colbert, 1942 ; réédition, Paris, Aillaud, Bastos et Cie, 1947
- L'Assassin au clair de lune, S.E.P.E., coll. « Le Labyrinthe », 1949, Prix du Quai des Orfèvres 1949
- Le Septième Juré, Paris, Fayard, 1958 ; réédition, Paris, Librairie des Champs-Élysées, coll. « Club des Masques » no 132, 1971
- Le Club des Bis, Hachette-Jeunesse, coll. « Bibliothèque verte » 2e série no 258, 1964
- La Minorité de faveur, Paris, Denoël, coll. « Crime-club » no 368, 1966 ; réédition, Paris, Librairie des Champs-Élysées, coll. « Club des Masques » no 368, 1979
- Le Coq en pâte, Paris, Librairie des Champs-Élysées, coll. « Le Masque » no 1784, 1985

#### Autres romans policiers signés José Bernard
- La Mort écarlate, Paris, Éditions de France, coll. « À ne pas lire la nuit » no 67, 1935
- La Mort dans la forêt Paris, Éditions de France, coll. « À ne pas lire la nuit » no 81, 1936
- Mort égarée, Paris, Loisirs-Police, 1942

#### Romans de science-fiction
- La Machine à prédire la mort, Paris, Fayard, 1939 (écrit en collaboration avec Charles Robert-Dumas)
- Marée jaune, Éditions Métal, coll. « Série 2000. Anticipation » no 11, 1954

### Théâtre
- Les Suspects, comédie policière, 1968

## Sources
- Jacques Baudou et Jean-Jacques Schleret, Le Vrai Visage du Masque, vol. 1, Paris, Futuropolis, 1984, 476 p. (OCLC 311506692), p. 161-163.
- Claude Mesplède (dir.), Dictionnaire des littératures policières, vol. 1 : A - I, Nantes, Joseph K, coll. « Temps noir », 2007, 1054 p. (ISBN 978-2-910-68644-4, OCLC 315873251), p. 594-595.